# Faith Hill
Faith Hill (tên khai sinh Audrey Faith Perry; sinh ngày 21 tháng 9 năm 1967) là diễn viên, ca sĩ nhạc đồng quê nổi tiếng người Mỹ. Cô là một trong những ca sĩ nhạc đồng quê thành công nhất mọi thời đại, đã bán được hơn 40 triệu album trên toàn thế giới. Hill kết hơn với nam ca sĩ nhạc đồng quê Tim McGraw, hai người cũng đã cho ra mắt những bản song ca ngọt ngào.
Hai album đầu tiên của cô là Take Me as I Am (1993) và It Matters to Me (1995), thành công lớn về mặt thương mại và liên tiếp đứng đầu các bảng xếp hạng nhạc đồng quê Billboard's country charts. Cô cũng liên tiếp đạt nhiều thành công với 2 albums tiếp theo là  Faith (1998) và Breathe (1999). "This Kiss" là bài hát mang tên tuổi của Hill lên tầm ngôi sao quốc tế, nó được chứng nhận đĩa bạch kim ở nhiều nước trên thế giới. Breathe trở thành album nhạc đồng quê bán chạy nhất mọi thời đại tính đến thời điểm hiện tại, kéo theo thành công lớn của 2 đĩa đơn "Breathe" và  "The Way You Love Me". Nó đạt lượng tiêu thu khổng lồ trên toàn thế giới và mang về cho Hill 3 giải Grammy Awards, trong đó bao gồm giải Best Country Album.
Năm 2001, ca khúc "There You'll Be"  do cô thể hiện trong bộ phim Trân Châu Cảng trở thành bài hát nổi tiếng trên toàn thế giới và là đĩa đơn bán chạy nhất ở châu Âu của cô. Hai album tiếp theo của Hill, Cry (2002) và Fireflies (2005), tiếp nối chuỗi thành công về mặt doanh số cũng như giải thưởng; Bài hát  "Cry", mang về cho cô thêm một giải Grammy Award, các đĩa đơn thành công tiếp theo là  "Mississippi Girl"  và "Like We Never Loved at All", đĩa đơn giúp cô giành được 1 giải  Grammy Award nữa trong sự nghiệp.
Tính đến nay Hill đã thắng 5 giải Grammy Awards, 15 giải Academy of Country Music Awards, 6 giải American Music Awards và nhiều giải thưởng khác. Tour diễn  Soul2Soul II Tour 2006 cùng với McGraw trở thành tour diễn nhạc đồng quê thành công nhất mọi thời đại. Năm 2001, Cô có là một trong "30 người phụ nữ quyền lực nhất nước Mỹ" do Ladies Home Journal bình chọn. Năm 2009, Billboard vinh danh cô là nghệ sĩ đương đại thành công nhất của thập niên 2000 và #39 hạng mục ca sĩ xuất sắc. Từ 2007 đến 2012, Hill là giọng ca của bài hát mở đầu mùa giải NBC Sunday Night Football's.